# Nenad Šulava
Nenad Šulava (Osijek, 25 dicembre 1962 – 5 settembre 2019) è stato uno scacchista croato, Grande maestro.
Ha ottenuto il titolo di Maestro Internazionale nel 1986, Grande maestro dal 2000, era un assiduo partecipante agli Open europei, in particolare in Italia e in Francia.
Ha vinto, da solo o a pari merito, i seguenti tornei:
- 1996:  Milano, Vienna;
- 1997:  Toscolano Maderno;
- 1999:  Festival di Imperia;
- 2000:  Paks;
- 2001:  Hyères, Il Cairo;
- 2002:  Festival di Imperia, Nizza;
- 2003:  Monte Carlo, Cortina d'Ampezzo;
- 2004:  Pola, Cortina d'Ampezzo;
- 2005:  Omiš, Asiago, Avignone;
- 2006:  Festival di Imperia, Montecatini Terme, Basilea, Nizza;
- 2007:  Festival di Imperia, Nizza;
- 2008:  Mentone, Ginevra;
- 2010:  Bol otok Brač;[2]
- 2016:  Torneo open di Bratto

Ha raggiunto il rating FIDE più alto in gennaio 2011, con 2565 punti Elo.